# 唐若阿金
唐若阿金是巴西米纳斯吉拉斯州的一个市镇。总面积406.672平方公里，总人口4649人，人口密度11.4人/平方公里。